# Red Bull RB16B
Chronologie des modèles (2021)
Red Bull RB16 Red Bull RB18
La Red Bull RB16B est la monoplace de Formule 1 engagée par l'écurie autrichienne Red Bull Racing et conçue sous la direction de l'ingénieur britannique Adrian Newey, dans le cadre de la saison 2021 du championnat du monde de Formule 1. Elle est pilotée par le Mexicain Sergio Pérez, en provenance de l'écurie Racing Point F1 Team, et le Néerlandais Max Verstappen, qui effectue sa sixième saison chez Red Bull. Le Thaïlandais Alexander Albon est le pilote réserviste. 
Cette voiture permet à Verstappen et à l'écurie de se battre pour les championnats pilotes et constructeurs, en obtenant plus de victoires et plus de pole positions que durant toutes les saisons disputées depuis ses derniers titres en 2013. Max Verstappen est sacré champion du monde à l'issue de la course finale à Abou Dabi et l'écurie termine deuxième chez les constructeurs derrière Mercedes.

## Création de la monoplace
La RB16B est présentée le 23 février 2021 sur Internet. Il s'agit d'une légère évolution de la Red Bull RB16 de la saison précédente et est la dernière motorisée par Honda qui se retire de la Formule 1 à la fin de l'année 2021. Les plans du moteur ont été rachetés par Red Bull Racing et AlphaTauri afin de ne pas avoir à créer un moteur complet à partir de 2022. La RB16B est déverminée le jour de sa présentation sur le circuit de Silverstone par Pérez et Verstappen, dans le cadre d'un tournage promotionnel.

## Résultats en championnat du monde de Formule 1

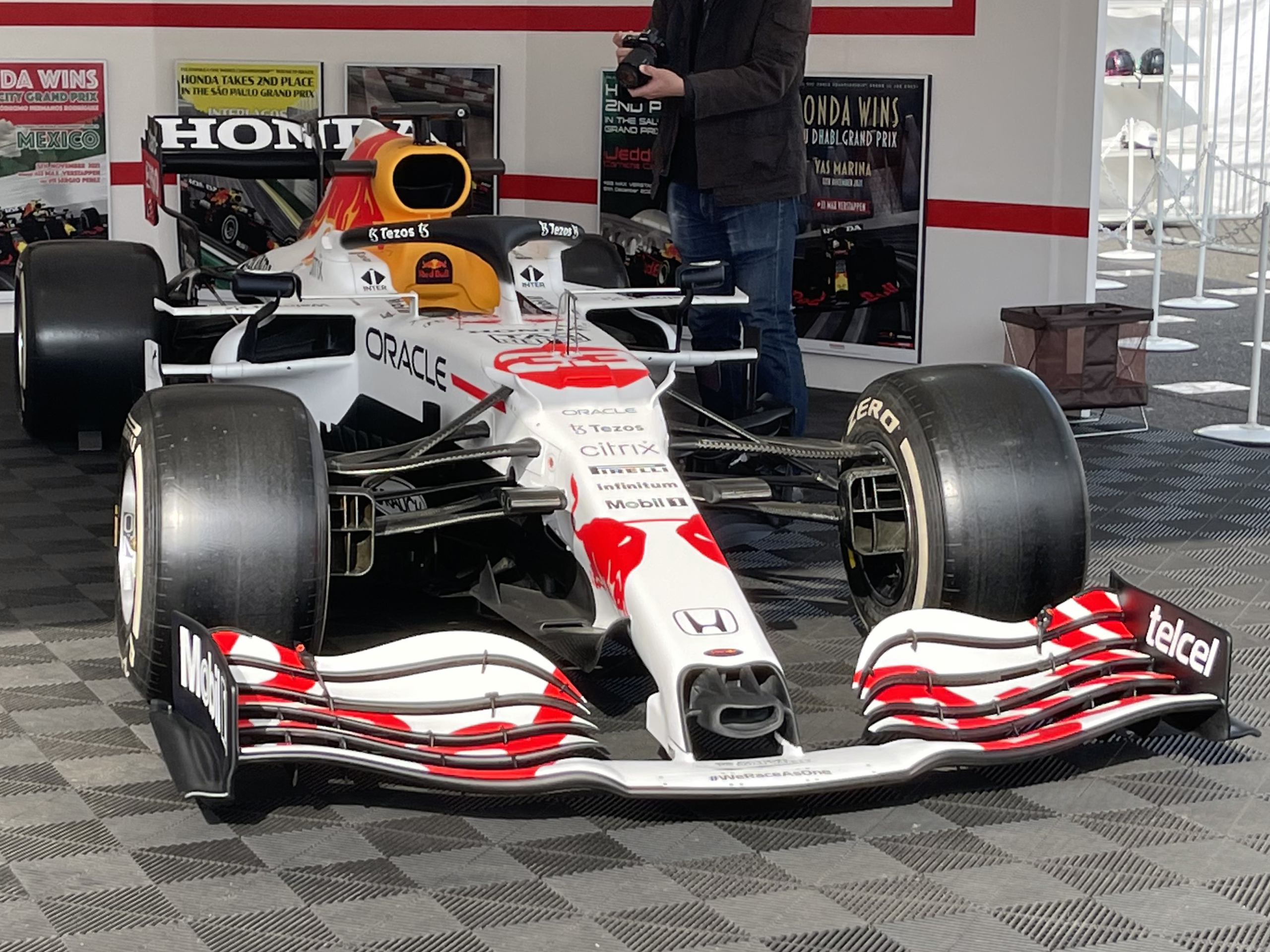
Livrée spéciale de la RB16B en hommage au motoriste Honda pour le Grand Prix de Turquie, initialement prévue pour la manche japonaise annulée.

| Saison | Écurie                | Moteur                        | Pneus   | Pilotes        | Courses | Courses | Courses | Courses | Courses | Courses | Courses | Courses | Courses | Courses | Courses | Courses | Courses | Courses | Courses | Courses | Courses | Courses | Courses | Courses | Courses | Courses | Points inscrits | Classement |
| Saison | Écurie                | Moteur                        | Pneus   | Pilotes        | 1       | 2       | 3       | 4       | 5       | 6       | 7       | 8       | 9       | 10      | 11      | 12      | 13      | 14      | 15      | 16      | 17      | 18      | 19      | 20      | 21      | 22      | Points inscrits | Classement |
| ------ | --------------------- | ----------------------------- | ------- | -------------- | ------- | ------- | ------- | ------- | ------- | ------- | ------- | ------- | ------- | ------- | ------- | ------- | ------- | ------- | ------- | ------- | ------- | ------- | ------- | ------- | ------- | ------- | --------------- | ---------- |
| 2021   | Red Bull Racing Honda | Honda V6 turbo Hybride RA621H | Pirelli |                | BAH     | EMI     | POR     | ESP     | MON     | AZE     | FRA     | STY     | AUT     | GBR     | HON     | BEL     | P-B     | ITA     | RUS     | TUR     | USA     | MEX     | BRE     | QAT     | SAU     | ABU     | 585,5           | 2e         |
| 2021   | Red Bull Racing Honda | Honda V6 turbo Hybride RA621H | Pirelli | Sergio Pérez   | 5e      | 11e     | 4e      | 5e      | 4e      | 1er     | 3e      | 4e      | 6e      | 16e     | Abd.    | 19e     | 8e      | 5e      | 9e      | 3e      | 3e      | 3e      | 4e      | 4e      | Abd.    | 15e*    | 585,5           | 2e         |
| 2021   | Red Bull Racing Honda | Honda V6 turbo Hybride RA621H | Pirelli | Max Verstappen | 2e      | 1er     | 2e      | 2e      | 1er     | 18e*    | 1er     | 1er     | 1er     | Abd.    | 9e      | 1er     | 1er     | Abd.    | 2e      | 2e      | 1er     | 1er     | 2e      | 2e      | 2e      | 1er     | 585,5           | 2e         |

Légende : ici 
- *Le pilote n'a pas terminé la course mais est classé pour avoir parcouru 90% de la distance prévue.